# Ligasi
In biochimica, una ligasi (numero EC 6-dal verbo latino ligāre, "legare") è un enzima che catalizza la formazione del legame tra due molecole in modo da formare una nuova molecola a partire dalle prime due, spesso accompagnato dall'idrolisi di una molecola come ATP.
Una tipica reazione catalizzata da una ligasi può essere schematizzata come:
A + B → A–B

## Nomenclatura
I nomi comunemente usati per indicare proteine di questa famiglia includono spesso il termine "ligasi" (come per la DNA ligasi, usata comunemente in laboratorio per applicazioni di biologia molecolare). Altri termini spesso utilizzati sono quello di "sintetasi", (questi enzimi sono di fatto usati nella sintesi di nuove molecole) e quello di "carbossilasi" (se il pezzo aggiunto è una molecola di anidride carbonica).
Va precisato che il termine "sintetasi" non va confuso con sintasi, dal momento che le sintasi non utilizzano ATP o altre molecole simili ed appartengono al gruppo delle liasi.

## Classificazione
Le ligasi sono classificate come EC 6 nella classificazione degli enzimi mediante numero EC. Le ligasi sono a loro volta suddivise in 6 ulteriori sotto-classi:
- EC 6.1: sono incluse ligasi utilizzate per formare legami carbonio-ossigeno;
- EC 6.2: sono incluse ligasi utilizzate per formare legami carbonio-zolfo;
- EC 6.3: sono incluse ligasi utilizzate per formare legami carbonio-azoto;
- EC 6.4: sono incluse ligasi utilizzate per formare legami carbonio-carbonio;
- EC 6.5: sono incluse ligasi utilizzate per formare legami fosfodiesterici;
- EC 6.6: sono incluse ligasi utilizzate per formare legami azoto-metallo.